# Li chiamavano i tre moschettieri... invece erano quattro
Li chiamavano i tre moschettieri... invece erano quattro è un film del 1973, diretto da Silvio Amadio.

## Trama
Per recuperare il prezioso vaso da notte della regina di Francia, portato per errore da Lord Buckingham, amante segreto della grassa sovrana, i tre moschettieri si riuniscono a D'Artagnan, il quale nel frattempo si era ritirato in campagna deciso a trascorrere una vita serena al fianco della graziosa cinese Li Yang, sua consorte. Richelieu, nel suo perenne tentativo di scalzare l'autorità per impadronirsi del potere, ha trasformato il recupero del vaso da notte in una serissima questione di stato. Se l'oggetto prezioso non tornerà in possesso della regina entro il giorno del Discorso della Corona, re Luigi scoprirà la tresca della consorte e lo scandalo minerà alle basi il potere. I quattro amici, abbandonate le spade per il più efficace kung fu, insegnato loro dal padre di Li Yang, rientrano in possesso del vaso da notte, ma sulla strada del ritorno a Parigi se lo vedono contendere da La Hire, il capitano delle guardie che Richelieu ha inviato a contrastare il passo ai moschettieri. Dopo una serie di peripezie, i quattro amici, con l'aiuto di Milady, riescono a condurre in porto la difficile impresa: Richelieu viene sconfitto ancora una volta e la pace torna ad aleggiare sulla Francia.

## Distribuzione
Il film, una commedia parodistica sui quattro moschettieri, venne girato contemporaneamente al cappa e spada erotico Da Scaramouche or se vuoi l'assoluzione baciar devi sto... cordone!, diretto da Gianfranco Baldanello per la stessa casa di produzione, la Puma Film di Giuliano Simonetti. Iscritto al Pubblico registro cinematografico con il n. 5.595, venne presentato alla Commissione di revisione cinematografica, presieduta da Nicola Signorello, il 10 agosto 1973, ottenendo il visto censura n. 62.997 del 25 agosto 1973 con una lunghezza di 2.580 metri, senza operare nessun taglio a differenza del film di Baldanello. Ebbe la prima proiezione pubblica il 1º settembre 1973. A Genova venne proiettato nell'ottobre 1973. Non si conosce l'incasso.

## Altri tecnici
- Aiuto regista: Claudio Fragasso
- Arredatore: Giovanni Fratalocchi
- Assistente al montaggio: Mario Giacco
- Ispettore di produzione: Guglielmo Simonetti
- Segretari di produzione: Giulio Dini, Enrico Mioti
- Segretaria di edizione: Eva Farinelli
- Operatore alla macchina: Gianfranco Turini, Giorgio Urbinelli
- Fonico: Eugenio Rondani
- Maestro d'armi: Giuseppe Mattei
- Parrucchiera: Lidia Fatigati

## Critica
(Aurora Santuari, Paese Sera, 25 novembre 1973)

## Recensioni
- F. S., Il Secolo XIX, 18 ottobre 1973
- Achille Valdata, La Stampa, 2 settembre 1973 e Stampa Sera, 3 settembre 1973